# 石切所
石切所（いしきりどころ）とは、岩手県二戸市の大字。郵便番号は028-6103。

## 地理
市の南部に所在し、北は福岡や米沢と、南は似鳥や二戸郡一戸町と、東は白鳥と、西は上斗米と接する。

### 河川
- 馬淵川

### 小字
石切所は以下のような小字を擁する。
- 合野々
- 穴牛
- 穴牛長久保
- 穴切
- 荒瀬
- 上野々
- 牛間木
- 内山
- 上里沢
- 御伊勢堂
- 狼穴（おいのあな）[4]
- 狼久保（おいのくぼ）[5]
- 大渕
- 大洞
- 大又
- 大村
- 親子登（おやこと）[6]
- 柿ノ木平
- 風吹
- 上穴牛
- 上野新田
- 鴨首
- 刈山
- 川原
- 小壁平
- 枋ノ木（こぶのき）[7]
- 小洞
- 小間木
- 桜清水
- 下ノ平
- 下野新田
- 尻口山
- 杉ノ沢
- 諏訪前
- 高岩
- 田尻平
- 台中平
- 大坊下
- 大坊平
- 槻ノ木沢
- 天神下
- 鳥谷森沢（とやもりさわ）[8]
- 土川（どがわ）[9]
- 中穴牛
- 中曽根
- 中野新田
- 中見沢
- 中道
- 梨木平
- 鐺倉（なべくら）[10]
- 浪打
- 二枚平
- 荷渡
- 猫渕
- 野中
- 晴山
- 火行塚
- 船場
- 古川
- 前小路
- 前田
- 馬作目
- 松ノ木田
- 向川原
- 村松
- 森合
- 横長根

## 施設
- 二戸駅前郵便局[11]
- 二戸合同庁舎[12]
- 国土交通省二戸国道維持出張所[13]
- 石切所公民館[14]
- 岩手県立北桜高等学校工業校舎[15]
- 岩手県立二戸高等技術専門学校[16]
- 二戸市立石切所小学校[17]
- JA新いわて二戸支店[18]
- 岩手銀行なにゃーと出張所[19]
- 北日本銀行なにゃーと出張所[20]
- 東北労働金庫二戸支店[21]

## 交通

### 鉄道
- 二戸駅（JR東北新幹線・IGRいわて銀河鉄道線）

### 道路
- 国道4号
- 岩手県道6号二戸五日市線
- 岩手県道24号二戸九戸線
- 岩手県道114号二戸停車場線
- 岩手県道274号二戸一戸線
- 末の松山トンネル[22]

## 学区
公立学校であれば、二戸市立石切所小学校と二戸市立福岡中学校に進学する。